# Bolbocaffer pallens
Bolbocaffer pallens är en skalbaggsart som beskrevs av Johann Christoph Friedrich Klug 1835. Bolbocaffer pallens ingår i släktet Bolbocaffer och familjen Bolboceratidae. Inga underarter finns listade.